# Gisela Pelzl
Gisela Pelzl (* 21. Dezember 1939 als Gisela von Mülmann; † 6. März 2020 in Halle (Saale)) war eine deutsche Basketballspielerin.

## Leben
Pelzl kam über ihre Sportlehrerin Marlies Ixmeier zum Basketball. 1968 wurde sie mit dem SC Chemie Halle Basketball-Meisterin der Deutschen Demokratischen Republik. Ab 1969 spielte sie mit der HSG PH Halle in der Oberliga und wurde 1976 Meisterschaftsdritte. Sie wurde viermal in die Damen-Nationalmannschaft der DDR berufen. Beruflich wurde sie als Ärztin tätig und arbeitete im Sportmedizinischen Dienst in Halle sowie später am Olympiastützpunkt in Halle. Ihr Mann Gerhard war ebenfalls Basketballnationalspieler. Mit dem USV Halle wurde Gisela Pelzl mehrmals deutsche Basketballmeisterin der Seniorinnen, sie trat mit der deutschen Seniorinnen-Auswahl bei Weltmeisterschaften an.